# Établissement Transdev de Nanterre
L’établissement de Nanterre est une entreprise de transports de voyageurs appartenant au groupe Transdev. Il est basé à Nanterre, au no 40-42 avenue des Guilleraies, dans le département des Hauts-de-Seine, en région Île-de-France. L'entreprise exploite quatre lignes au nom et pour le compte de la RATP.

## Histoire

### Ouverture à la concurrence
En date du 1er janvier 2022, les lignes 37 et 40 intègrent le réseau de bus Argenteuil - Boucles de Seine en raison de l'ouverture à la concurrence de ceux-ci. L'établissement de Nanterre récupère à l'inverse les lignes 54 et 55 de l'établissement de Montesson La Boucle dont les autres lignes ont rejoint le réseau d'Argenteuil.
En date du 1er août 2023, les lignes 6, 27, 28, 29, 30, 38, 54, 55 et 460 intègrent le réseau de bus Grand Versailles en raison de l'ouverture à la concurrence de ceux-ci.
Le 1er janvier 2024, l'entreprise perd la ligne 503 qui rejoint le réseau de bus Île-de-France Ouest.

## Lignes et réseaux

### Réseau de bus Traverciel

#### Historique

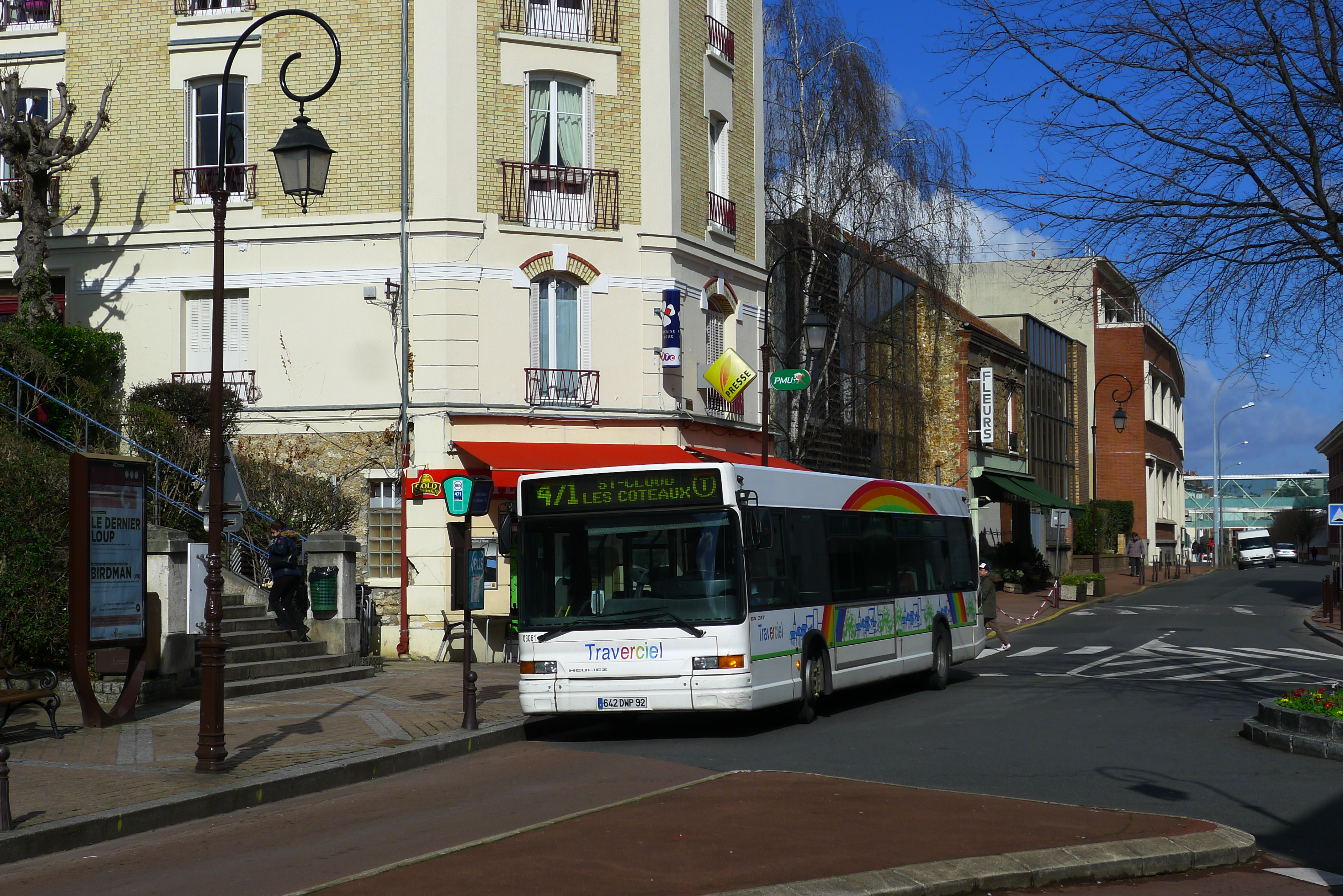
Arrivée du 471 à son terminus de Saint-Cloud.

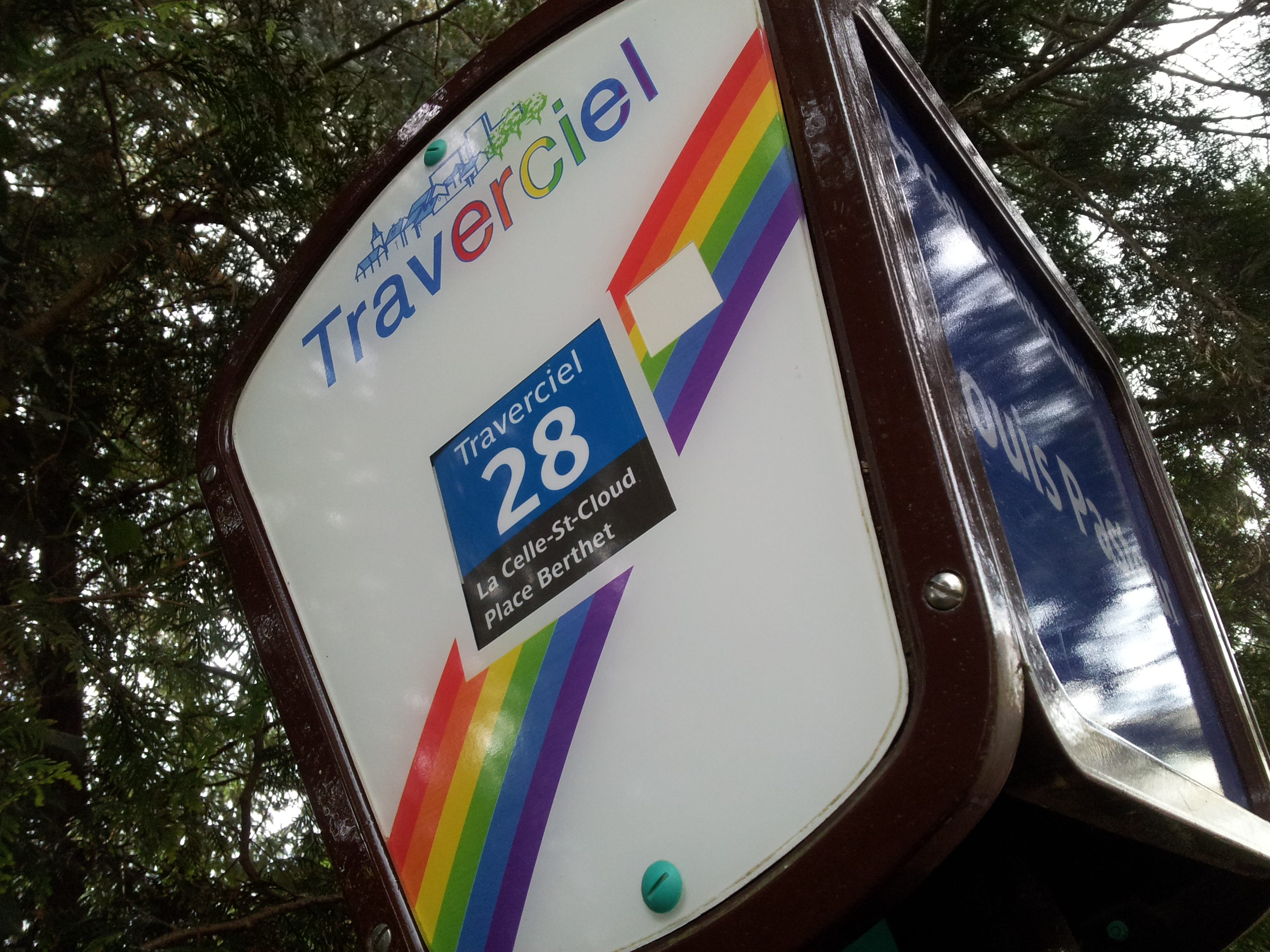
Ancien potelet mixte Traverciel / RATP à l'arrêt Louis Pasteur.

Le 1er septembre 1997, une navette baptisée « Arc en Ciel » est créée à La Celle-Saint-Cloud afin de relier les quartiers du Petit Beauregard à la Jonchère via la mairie. Cette nouvelle ligne fonctionne du lundi au samedi de 9 h à 17 h et le dimanche jusqu'à 20 h.
Le 2 juin 1998, le réseau Traverciel est créé afin d'améliorer les liaisons intra et intercommunales avec un arc-en-ciel comme logo. Le nouveau réseau permet de faciliter les correspondances avec les modes de transports déjà existants. De plus, la tarification RATP est mise en place afin de simplifier la vie des usagers. Le réseau est issu d'un partenariat avec les communes de Garches, La Celle-Saint-Cloud, Marnes-la-Coquette, Saint-Cloud, Sèvres, Vaucresson et Ville-d'Avray et de trois transporteurs : la RATP, CGEA Transports et la société des autocars Louis Gaubert. Le réseau est composé de huit lignes, :
- la ligne 26 qui remplace l'ancienne ligne 420 en reliant la gare de La Celle-Saint-Cloud à Pont de Sèvres via les communes de Vaucresson, de Marnes-la-Coquette, de Ville-d'Avray et de Sèvres. De plus, elle offre une correspondance au T2 à la station Musée de Sèvres. Par ailleurs, la desserte du quartier Beauregard à La Celle-Saint-Cloud est dorénavant assurée en remplaçant la ligne 460 pour permettre une meilleure cohésion aux horaires de trains. Afin de diminuer les temps de trajet vers le pont de Sèvres, l'antenne des Fausses-Reposes est reprise par la ligne 471 ;
- la ligne 27A qui relie la gare de Vaucresson à la gare de Rueil-Malmaison via La Celle-Saint-Cloud ;
- la ligne 27B qui relie la gare de La Celle-Saint-Cloud à la gare de Rueil-Malmaison ;
- la ligne 27C qui relie la gare de La Celle-Saint-Cloud à La Celle-Saint-Cloud — Place Berthet ;
- la ligne 459 est créée en reliant Rueil-Malmaison — Henri Regnault à la gare de Saint-Cloud via la zone d'activité de Garches. Elle assure également la desserte du lycée Florent-Schmitt à Saint-Cloud ;
- la ligne 460 qui relie la gare de Vaucresson à Boulogne-Billancourt en offrant une correspondance au métro à la station Boulogne - Pont de Saint-Cloud ;
- la ligne 469 est créée en reliant Ville-d'Avray aux deux coteaux à Sèvres via le quartier de la Ronce et la rue Brancas. Elle offre également une correspondance aux deux gares de Sèvres ;
- la ligne 471 remplace une partie de l'ancienne ligne 420 en reliant la gare de Versailles-Rive-Droite à la station Les Côteaux à Saint-Cloud. Elle dessert l'université de Versailles, la gare de Saint-Cloud et le lycée Florent-Schmitt.

À la rentrée 1998, le réseau subit quelques modifications avec le déplacement de l'arrêt Sèvres - Rive Droite à une cinquantaine de mètres en direction de la gare afin de faciliter la correspondance avec Paris-Saint-Lazare. De plus, la fréquence de la ligne 471 est renforcée à la mi-journée pour aider les scolaires du collège La Fontaine-au-Roy qui, jusque-là, souffraient d'un déficit de passages. Par ailleurs, l'amplitude horaire de  la ligne est élargie et ses fréquences sont adaptées aux scolaires en direction de Versailles. D'après le sénateur-maire de Ville-d'Avray, Denis Badré, le réseau obtient un taux de satisfaction relativement important pour les usagers.
Le 2 janvier 2007, l'itinéraire de la ligne 26 est prolongé jusqu'à l'hôtel de ville de Boulogne-Billancourt en longeant les quais de Seine, en passant par la place Rhin-et-Danube et le centre commercial Les Passages. Ceci permet un accès direct à la ligne 10 du métro de Paris et à d'autres stations de la ligne 9.
Depuis le 1er octobre 2012, afin d'améliorer la régularité de la ligne 469, celle-ci a vu son itinéraire, en direction de Ville-d'Avray, dévié de façon définitive par la rue Ernest-Renan et la rue des Bruyères au lieu de la rue des Binelles. Son trajet dans le sens inverse est quant à lui inchangé.
En raison d'une surcharge scolaire aux heures de pointe du matin, un renfort est appliqué à partir du 1er janvier 2013 durant ces heures sur la ligne 27 afin d'améliorer les déplacements des actifs vers les gares.
Le 1er janvier 2014, l'identité Traverciel est progressivement abandonnée : les lignes 26, 26 Monastère, 459 et 471 rejoignent le réseau de bus RATP, les lignes 27, 28, 29, 30 et 460 rejoignent quant à elles Transdev et la ligne 469 rejoint le réseau de bus à vocation locale de la communauté d'agglomération Grand Paris Seine Ouest. Par ailleurs, la ligne 26 est renumérotée sous l'indice 426 et la ligne 26 Monastère est renumérotée sous l'indice 572, et exploitée commercialement sous le nom Navette Monastère.
Depuis le 15 juillet 2014, l'itinéraire dans La Celle-Saint-Cloud de la ligne 426 du réseau de bus RATP a été modifié. Ainsi, la desserte du quartier Beauregard est reprise par une nouvelle ligne 30. De plus, le service de la ligne 29 est amélioré à partir du 25 août 2014 avec la création d'un service aux heures creuses du lundi au vendredi et le samedi.
À compter du 13 juillet 2015, un service est créé en période estivale sur la ligne 29 afin d'améliorer la desserte des quartiers situés au nord de la commune de La Celle-Saint-Cloud tout en ayant une fréquence identique en période de fort trafic.
À compter du 24 août 2015, l'itinéraire des lignes 27 et 29 est modifié en abandonnant la desserte de la place Berthet au profit de l'arrêt Étang Sec. En 2019, les lignes 469 et 526, cette dernière ayant pris le relais de la Navette Monastère, ne sont plus exploitées par Transdev Nanterre dans le cadre du réseau de bus GPSO.
En date du 1er août 2023, les lignes 27, 28, 29, 30 et 460 intègrent le réseau de bus Grand Versailles en raison de l'ouverture à la concurrence de ceux-ci.

#### Galerie de photographies

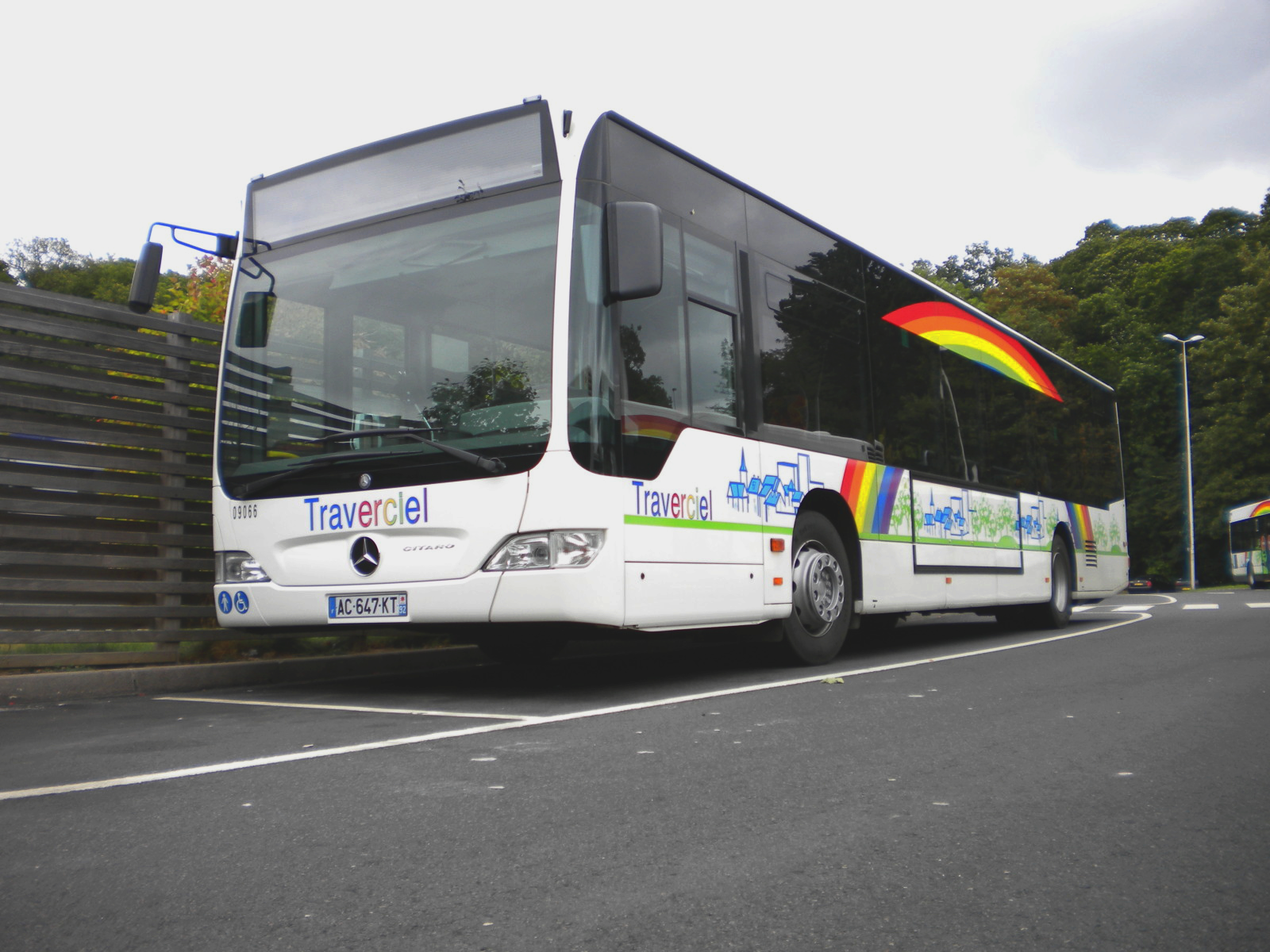
Le Citaro Facelift no 9066 à la gare de La Celle-Saint-Cloud. Aujourd'hui, son pelliculage Traverciel a été enlevé ; il est utilisé notamment sur les lignes 426 et 471.
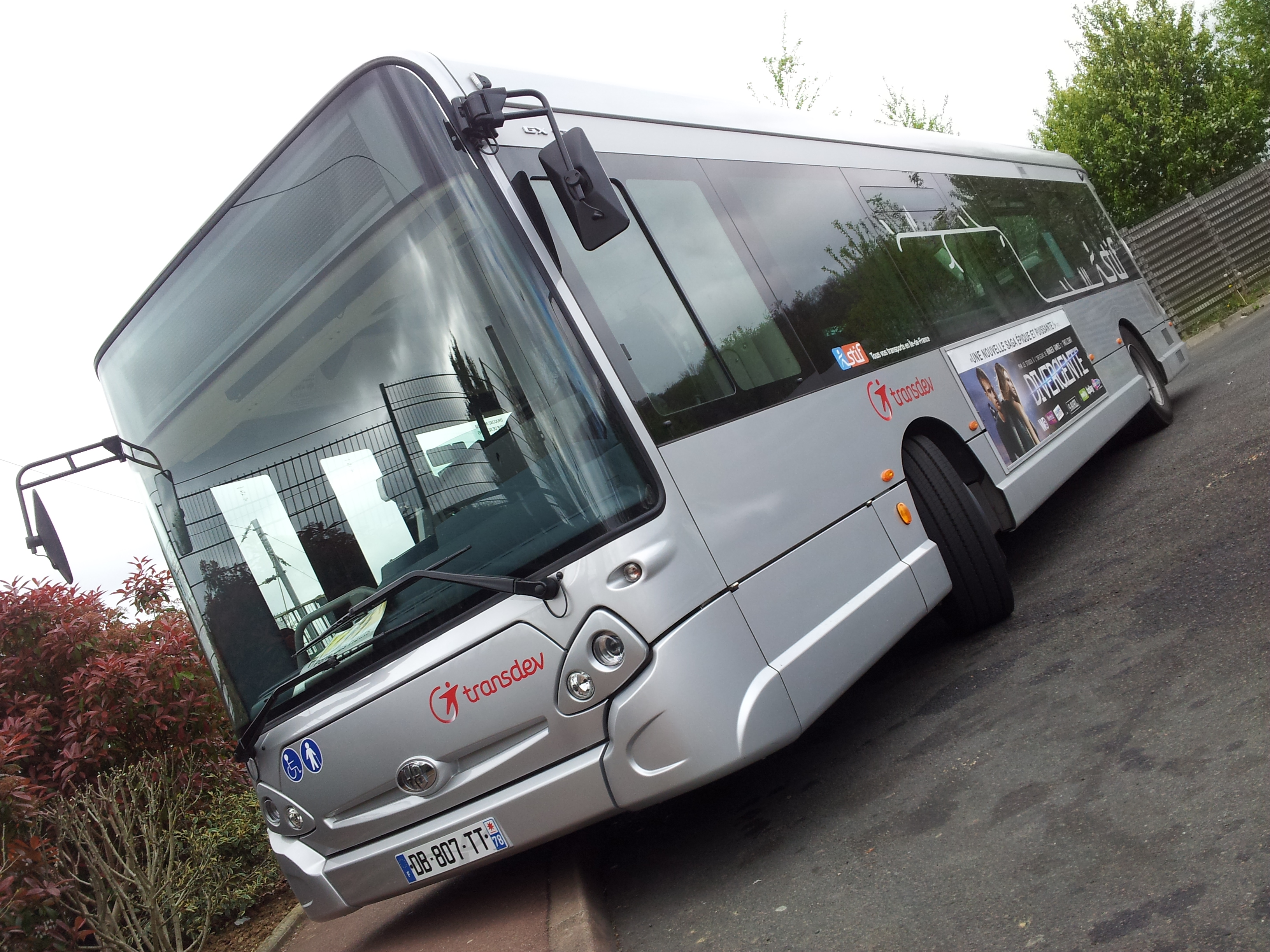
Le GX 137 no 13112. Ces midibus sont utilisés sur la ligne 459.
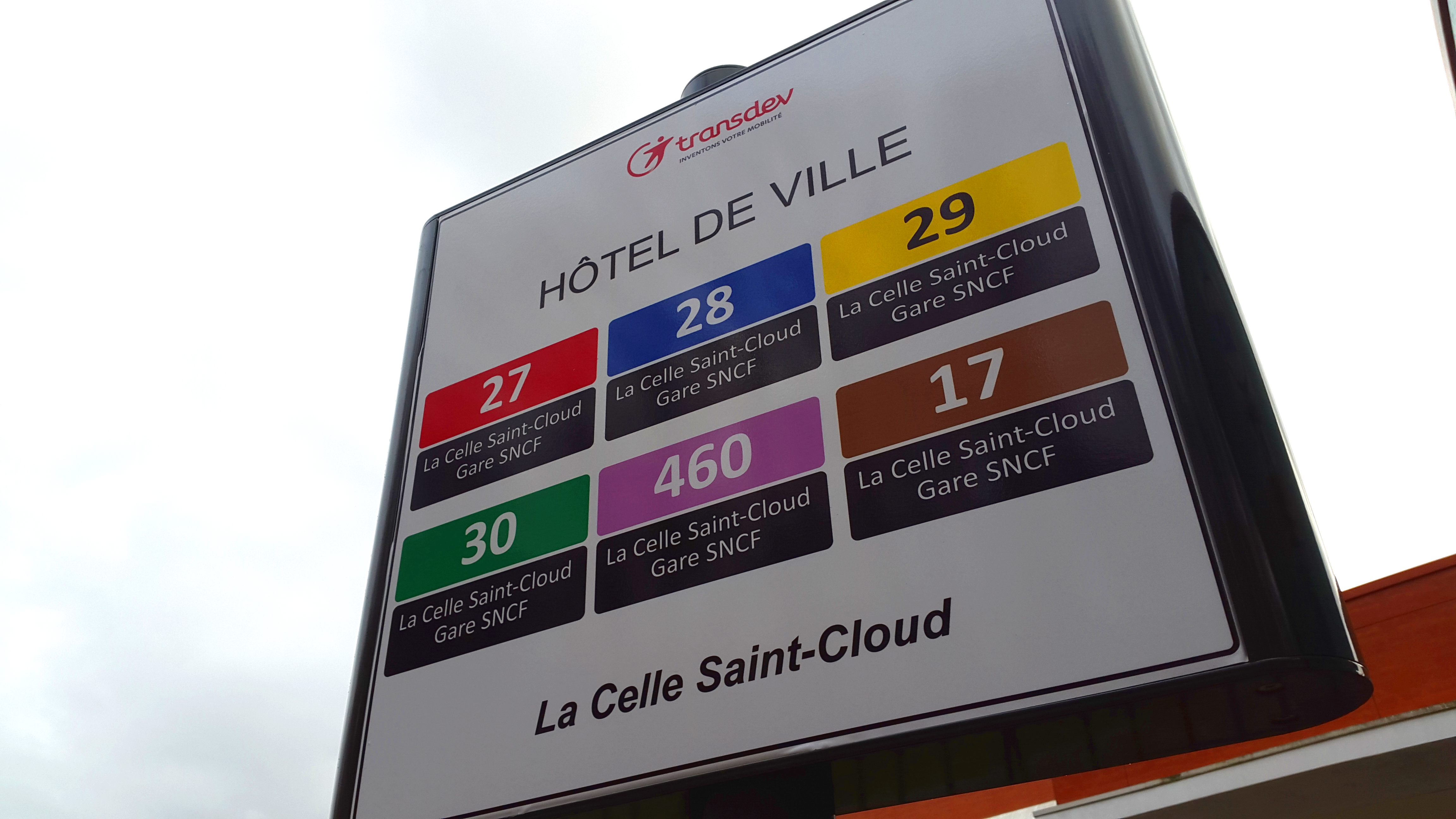
Ancien poteau du réseau Transdev Nanterre / à l'arrêt Hôtel de Ville.
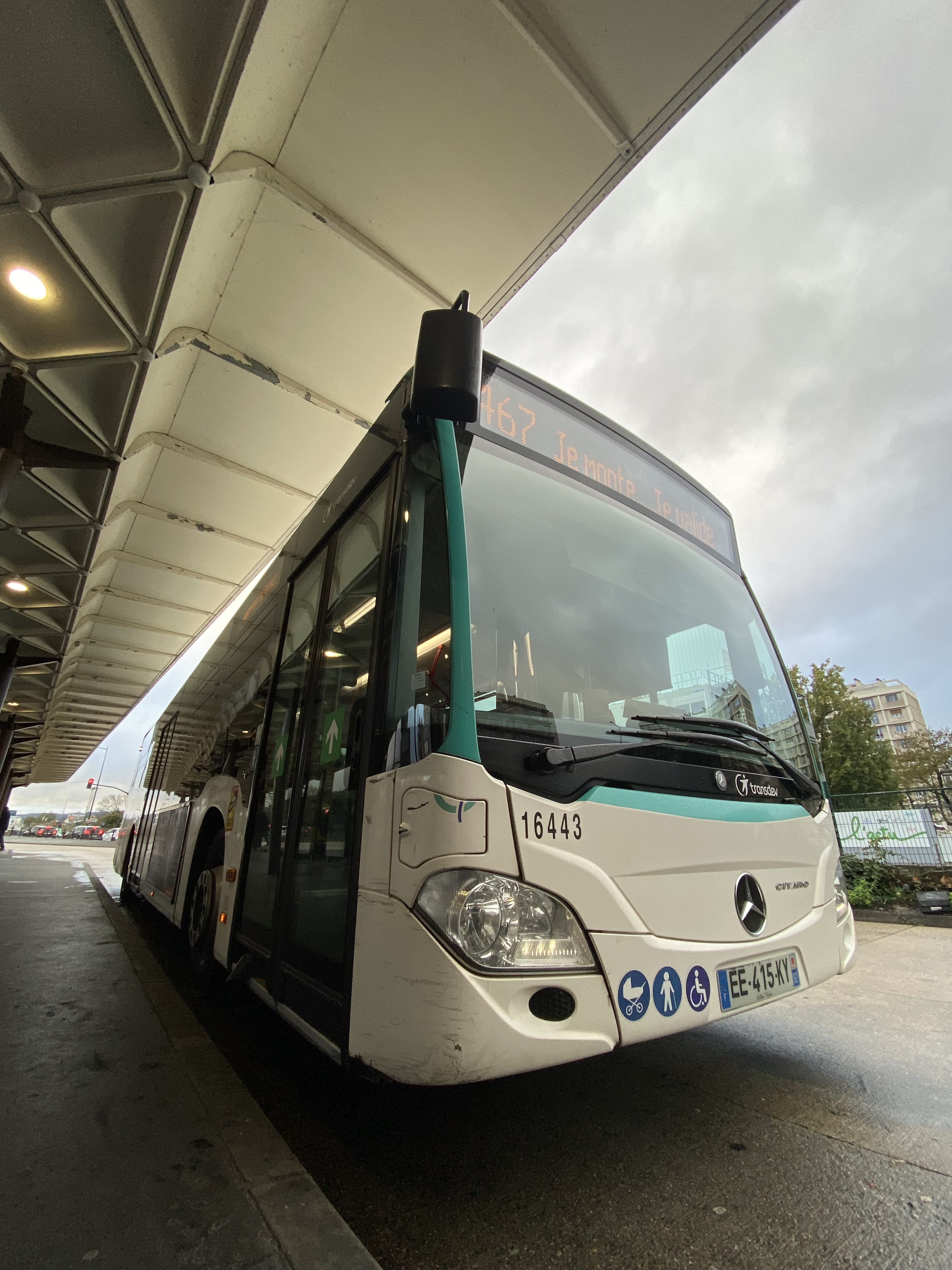
Le Citaro C2 n° 16443 au Pont de Sèvres, sur la ligne 467.
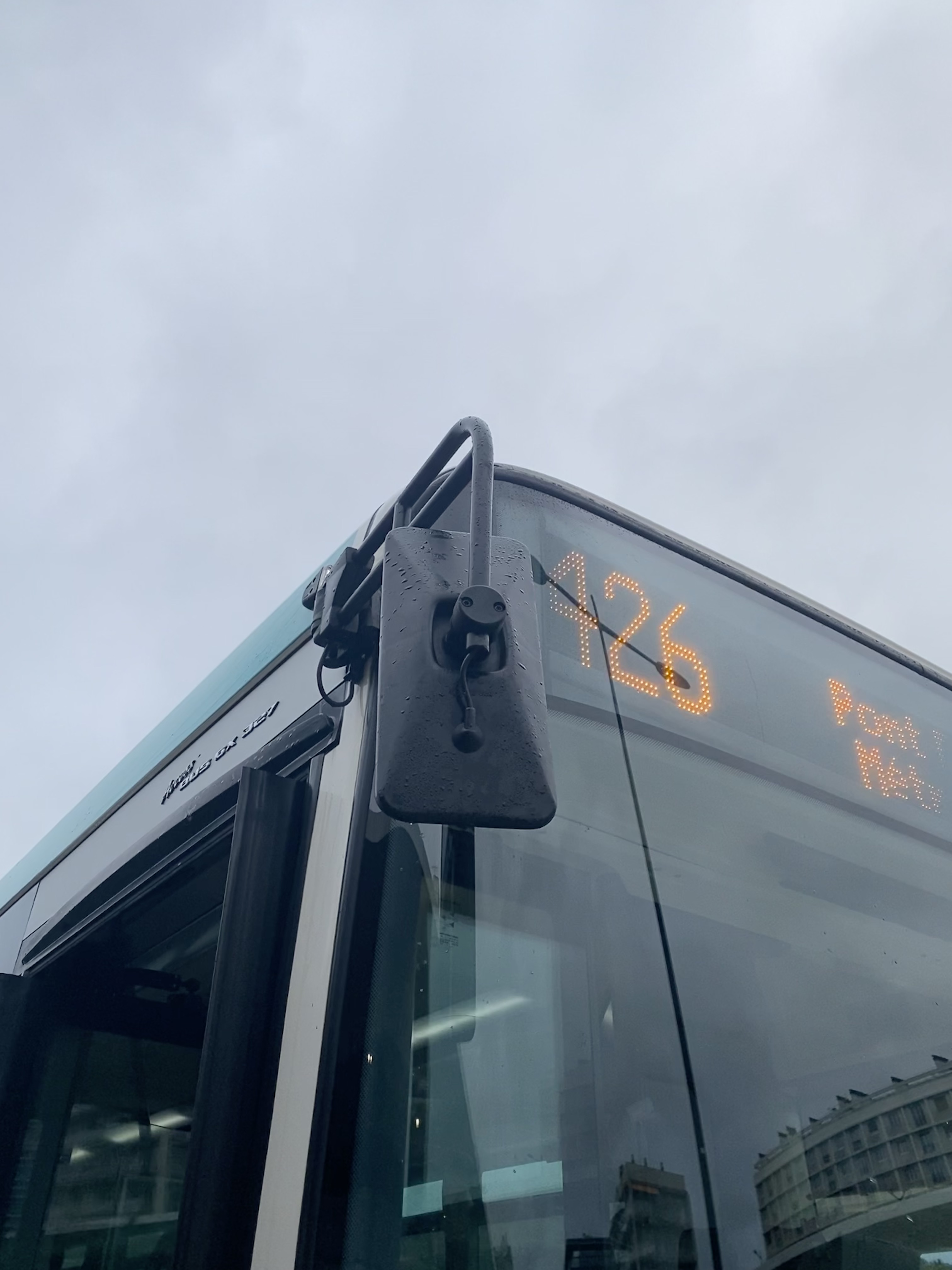
Le Heuliez GX327 n°13323 au Pont de Sèvres, sur la ligne 426.

### Autres lignes

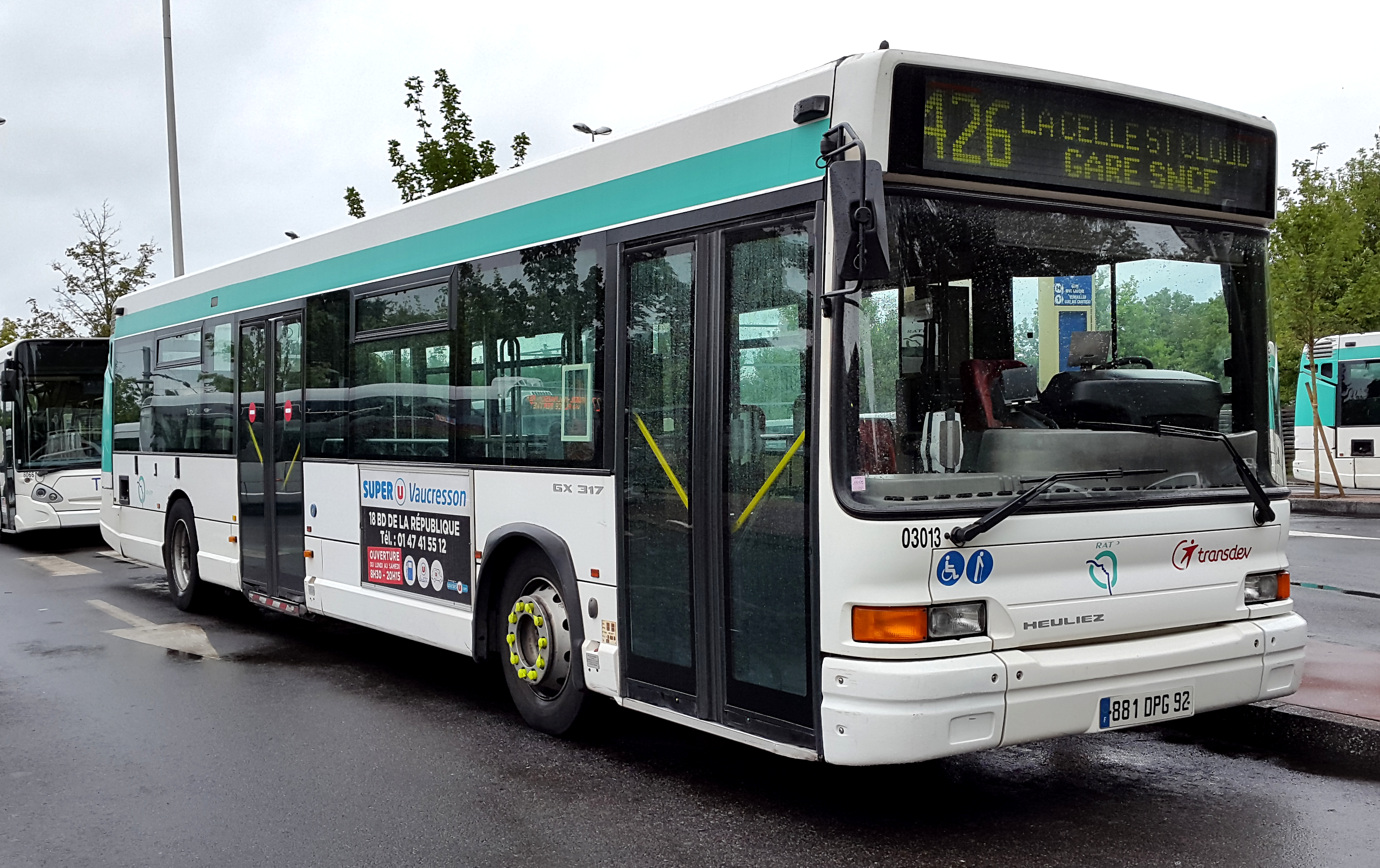
Le GX 317 no 3013 à la gare routière de La Celle-Saint-Cloud.

L'entreprise affrète quatre lignes de bus pour le compte de la RATP.
- La ligne 426, intégralement exploitée par la RATP depuis le 1er janvier 2014, relie le pont de Sèvres à la gare de La Celle-Saint-Cloud. Elle dessert les communes de la Celle Saint Cloud, Vaucresson, Marnes-la-Coquette, Ville-d'Avray, Sèvres et Boulogne-Billancourt.
- La ligne 459, intégralement exploitée par la RATP depuis le 1er janvier 2014, relie Rueil-Malmaison Henri Regnault à la gare de Saint-Cloud. Elle dessert les communes de Saint-Cloud, Garches, et Rueil-Malmaison.
- La ligne 467, intégralement exploitée par la RATP depuis le 2 septembre 1974, relie le pont de Sèvres à la gare de Rueil-Malmaison. Elle dessert les communes de Boulogne-Billancourt, Saint-Cloud, Garches et Rueil-Malmaison.
- La ligne 471, intégralement exploitée par la RATP depuis le 1er janvier 2014, relie la gare de Versailles-Rive-Droite à Saint-Cloud Les Coteaux. Elle dessert les communes de Versailles, Ville-d'Avray et Saint-Cloud.

Depuis le 29 octobre 2015, l'établissement a perdu l'exploitation du Curviabus, le transport à la demande de Courbevoie, au profit de la RATP qui l'exploite désormais en totalité avec ses propres moyens.

## Exploitation

### Entreprise exploitante
Le 3 mars 2011, le groupe Veolia Transport alors filiale de Veolia environnement, qui gérait l'entreprise, fusionne avec Transdev pour donner naissance à « Veolia Transdev » qui devient le no 1 privé mondial dans le secteur des transports.
Deux ans plus tard, en mars 2013, le groupe étant endetté de plusieurs millions d'euros, celui-ci adopte le nom de Transdev à la suite du désengagement de Veolia environnement, détenteur de Veolia Transport.

### Dépôt
Les véhicules ont leur centre-bus à Nanterre, situé avenue des Guilleraies. Par ailleurs, les lignes sont remisées à la gare routière de La Celle-Saint-Cloud. Le dépôt a également pour mission d'assurer l'entretien préventif et curatif du matériel. L'entretien curatif ou correctif a lieu quand une panne ou un dysfonctionnement est signalé par un machiniste.

## Matériel roulant
En 2014, l'entreprise a signé un contrat portant sur l'acquisition de deux bus hybrides pour les années 2015 et 2016 dans le cadre du renouvellement des bus en proche et en grande couronnes sur les réseaux les plus touchés par la pollution.

### Bus standards
| Modèle        | Constructeur(s) | Nombre | Numéros de parc | Affectations                                                           |
| ------------- | --------------- | ------ | --- | ---------------------------------------------------------------------- |
| Mercedes-Benz | Citaro C2       | 23     | Série composée originellement de 24 véhicules mis en service entre 2014 et 2020. Deux unités proviennent du réseau de bus Grand Melun. Trois unités proviennent de Transdev TVO. - 14153 ; 14173 (livrée STIF-Régionale). - 14163 ; 17253 ; 18113 ; 18123 ; 18233 ; 18353 ; 19113 (livrée Île-de-France Mobilités). - 14183 ; 14193 ; 15173 (livrée livrée STIF-Melibus). - 15373 ; 15383 ; 15413 ; 15423 ; 15493 ; 16333 ; 16363 ; 16443 ; 16473 (livrée STIF-RATP). - 17313 ; 17323 (livrée RATP). | - Sur les lignes du réseau RATP 426, 467 et 471.                       |
| Mercedes-Benz | Citaro Facelift | 5      | Série de véhicules mis en service entre 2009 et 2013. Une unité provient du réseau de bus Grand Melun. - 09065-09068 (livrée blanche). - 13123 (livrée livrée STIF-Melibus). | - Servent de bus de réserve pour les lignes du réseau RATP 426 et 471. |
| Irisbus       | Citelis Line    | 3      | Série composée originellement de 4 véhicules mis en service entre 2009 et 2010. Véhicules en prêt par la RATP depuis 2021 et 2022. - 3610 ; 3836-3837 | - Sur la ligne du réseau RATP 471.                                     |
| Heuliez Bus   | GX 327          | 9      | Série composée originellement de 13 véhicules mis en service entre 2006 et 2013. - 10102-10103 ; 12115 ; 12914 ; 13313 ; 13323 (livrée RATP). - 12724 ; 13722-13723 (livrée STIF). | - Sur les lignes du réseau RATP 426, 467 et 471.                       |
| Heuliez Bus   | GX 337          | 4      | Série de véhicules mis en service entre 2014 et 2018. Une unité provient de l'établissement Transdev de Montesson La Boucle. - 5501 (livrée Île-de-France Mobilités). - 14133 ; 14143 (livrée STIF). - 14423 (livrée STIF-RATP). | - Sur la ligne du réseau RATP 426.                                     |
| Heuliez Bus   | GX 337 Hybride  | 3      | Série de véhicules à propulsion hybride de véhicules mis en service entre 2015 et 2019. - 15159 ; 15169 (livrée STIF-Régionale). - 18159 (livrée Île-de-France Mobilités). |                                                                        |

### Bus articulés
| Modèle        | Constructeur(s) | Nombre | Numéros de parc | Affectations                       |
| ------------- | --------------- | ------ | --- | ---------------------------------- |
| Mercedes-Benz | Citaro G        | 2      | Série de véhicules mis en service en 2006. - 06060-06061 | - Sur la ligne du réseau RATP 467. |
| Mercedes-Benz | Citaro G C2     | 7      | Série composée originellement de 8 véhicules mis en service entre 2014 et 2018. - 14354 ; 15334 (livrée STIF-RATP). - 17334 ; 17344 (livrée RATP). - 18364 ; 18374 ; 18384 (livrée Île-de-France Mobilités). | - Sur la ligne du réseau RATP 467. |
| Irisbus       | Citelis 18      | 5      | Série composée originellement de 6 véhicules mis en service entre 2005 et 2009. - 07107-07108 ; 08010 ; 09069-09070                                                                                          | - Sur la ligne du réseau RATP 467. |
| Heuliez Bus   | GX 427          | 3      | Série composée originellement de 4 véhicules mis en service entre 2011 et 2013. - 11467-11468 ; 13220 | - Sur la ligne du réseau RATP 467. |

### Midibus
| Modèle      | Constructeur(s) | Nombre | Numéros de parc                                                                         | Affectations                       |
| ----------- | --------------- | ------ | --------------------------------------------------------------------------------------- | ---------------------------------- |
| Heuliez Bus | GX 137 L        | 1      | Série composée originellement de 3 véhicules mis en service entre 2013 et 2016. - 13112 | - Sur la ligne du réseau RATP 459. |

### Minibus
| Modèle        | Constructeur(s) | Nombre | Numéros de parc | Affectations |
| ------------- | --------------- | ------ | --- | ------------ |
| In-Urban      | Integralia      | 3      | Série de véhicules mis en service en 2016 et en 2018. Conçue sur une base de Mercedes-Benz Sprinter. - 16151 (livrée STIF-Régionale). - 18201, 18291 (livrée Île-de-France Mobilités). |              |
| Sprinter City | Mercedes-Benz   | 1      | Série d'un véhicule mis en service en 2010. - 10038 |              |

### Autocars
| Modèle        | Constructeur(s) | Nombre | Numéros de parc | Affectations |
| ------------- | --------------- | ------ | --- | ------------ |
| Mercedes-Benz | Integro M       | 1      | Série d'un véhicule mis en service en 2009. Provient de l'établissement Transdev de Montesson La Boucle. - 5503 |              |
| Mercedes-Benz | Intouro II E    | 1      | Série d'un véhicule mis en service en 2012. Provient de l'établissement Transdev de Montesson La Boucle. - 5502 |              |
| Mercedes-Benz | Intouro II M    | 5      | Série de véhicules mis en service entre 2009 et 2011. Deux unités proviennent de l'établissement Transdev de Montesson La Boucle. - 5401-5402 (livrée blanche) - 11019 ; 11472 (livrée STIF). - 15245 (livrée STIF-Régionale). |              |
| Mercedes-Benz | Tourismo RH-M   | 1      | Série d'un véhicule mis en service en 2010. Provient de l'établissement Transdev de Montesson La Boucle. - 5403 |              |

## Identité visuelle

Ancien logo du réseau Traverciel